# Dipodium
Dipodium é um género botânico pertencente à família das orquídeas (Orchidaceae).

## Espécies
- Dipodium atropurpureum
- Dipodium campanulatum
- Dipodium carinatum
- Dipodium conduplicatum
- Dipodium elatum
- Dipodium elegans
- Dipodium elegantulum
- Dipodium ensifolium
- Dipodium fevrellii
- Dipodium freycinetioides
- Dipodium gracile
- Dipodium hamiltonianum
- Dipodium heimianum
- Dipodium paludosum
- Dipodium pandanum
- Dipodium pardalinum
- Dipodium pictum
- Dipodium pulchellum
- Dipodium punctatum
- Dipodium purpureum
- Dipodium roseum
- Dipodium squamatum
- Dipodium stenochilum
- Dipodium variegatum
- Dipodium viridescens